# Готика (филм)
Готика (енгл. Gothika) је филм из 2003.

## Радња
Др Миранда Греј, заједно са својим мужем Дагласом, ради у затворској психијатријској болници за жене криминалце које су проглашене лудима. Клоин пацијент тврди да је сексуално злостављана у болници, али Миранда јој не верује, верујући да је то фантазија заснована на претходном злостављању (Клое је силовао њен очух, она га је на крају убила). На путу кући те вечери, Миранда је умало ударила девојку која је стајала на аутопуту. Миранда јури ка девојци, али се следећег тренутка налази у болничкој ћелији: испоставило се да је прошло неколико дана. Некадашња колегиница и пријатељица, а сада њен лекар, др Пит Грејем, каже да је увече несреће она, вративши се кући, убила Дагласа. Проглашена је лудом. Нико не верује у причу о девојци коју су срели на путу. Ниједан од Мирандиних закључака се не схвата озбиљно - сви је сматрају опасном луђаком.
У међувремену, око Миранде се дешавају чудни догађаји: појављује јој се дух девојке коју је замало ударила на аутопуту. Игром случаја, Миранда сазнаје да је девојка коју је видела ћерка директорке клинике Парсонс Рејчел, која је пре извесног времена извршила самоубиство. Следећи пут када се дух појави, Миранда му се обраћа именом, након чега се отварају врата ћелије. Миранда жели да побегне, али уместо тога успева да оде до Клоине ћелије и увери се да је неко заиста силује. Лице силоватеља се не види, али је видљива тетоважа на његовим грудима која приказује жену у пламену (Анима Сола). Миранда зове у помоћ, долази обезбеђење, али опет нико не верује њеној причи о силоватељу. Следеће ноћи, Рејчелин дух се поново појављује у Мирандиној ћелији и почиње да је туче, ударајући је о зидове ћелије. Када медицинска сестра и обезбеђење дотрче, Миранда користи тренутак да побегне. Дежурни чувар пушта је из болнице и даје јој кључеве од свог аутомобила.
Дух у колима је води до Мирандине куће, где се присећа догађаја вечери када је Даглас убијен. Миранда схвата да је њеног мужа убио дух Рејчел Парсонс који се настанио у њој, која није извршила самоубиство, већ ју је убио Даглас. Даглас је често нестајао на ранчу, наводно поправљајући кућу. Миранда одлази тамо и у штали затрпаној ђубретом открива подрум где проналази кревет са оковима и видео камеру. На касети која је остала у видео камери сачуван је снимак сцене у којој Даглас силује девојчицу. Полиција, јурећи Миранду, стиже до ранча; Миранда је ухапшена, а још жива жртва је пронађена у подруму. Случај преузима ФБИ, а Миранда је смештена у ћелију у полицијској станици. Ноћу шериф Рајан долази у ћелију. Миранда му каже да је Даглас требало да има помоћника. На захтев Рајана, она даје психолошки портрет овог човека, изузетно непривлачан. Шериф губи живце и признаје да је био саучесник и ученик њеног мужа. Миранда схвата да неће напустити станицу жива. Долази до туче, током које кроз раскопчану кошуљу Миранда види тетоважу на шерифовим грудима у облику жене која гори у ватри.
У станици се гасе светла, што је и у болници увек наговештавало појаву духа. Миранда бежи из ћелије и покушава да се сакрије. Шериф јури за њом, пуцајући из пушке свуда унаоколо. Појава Рејчелиног духа одвлачи пажњу шерифа и провоцира га да пуца, што узрокује да се гас запали из цеви која је претходно оштећена ударцем. Ово даје Миранди времена да убије шерифа пиштољем који је покупила на лицу места. После туче, појављује се др Грејем и тражи од Миранде опроштај што јој не верује.
Епилог. Прошло је неколико месеци. Ноћ, градска улица, Миранда се опрашта од Клои која одлази. Обојица су ослобођени оптужби, проглашени урачунљивим и пуштени на слободу. Клои открива да и даље има застрашујуће снове. Она верује да, отворивши врата у други свет, више их није могуће затворити. Миранда тврди да је затворила ова врата за себе „...и бацила кључ“. Али након што Клои улази у такси и одлази, Миранда види дечака како стоји насред пута. Када јуреће ватрогасно возило само прође кроз њега, постаје јасно да прича о Мирандиној вези са духовима још није завршена. Последњи снимак филма приказује изблиза флајер "Нестало дете" који виси са стуба, са портретом дечака који је Миранда видела пре неколико секунди.

## Улоге
| Глумац                  | Улога           |
| ----------------------- | --------------- |
| Хали Бери               | Миранда Греј    |
| Роберт Дауни Млађи      | Пит Грејам      |
| Чарлс С. Датон          | Др Даглас Греј  |
| Џон Карол Линч          | шериф Рајан     |
| Бернард Хил             | Фил Парсонс     |
| Пенелопе Круз           | Клои Сава       |
| Доријан Хервуд          | Теди Хауард     |
| Бронвен Мантл           | Ајрин           |
| Кетлин Маки             | Рејчел Парсонс  |
| Метју Џ. Тејлор         | Терлингтон      |
| Мајкл Перон             | Џо              |
| Андреа Шелдон           | Трејси Сиверс   |
| Анана Ридвалд           | болничарка      |
| Лора Мичел              | цимерка         |
| Ејми Слоун              | цимерка         |
| Ноел Бертон             | затворски лекар |
| Бенз Антоан             | стражар         |
| Енди Бредшо             | стражар         |
| Џејсон Кавалијер        | стражар         |
| Џејсон Фини             | стражар         |
| Тери Симпсон            | стражар         |
| Кваси Сонгуи            | стражар         |
| Керолајн Ван Вландинген | репортерка      |
| Ал Вандекрујс           | репортер        |
| Сонија Изријел          | уличарка        |
| Ноа Бернет              | Тим             |

## Зарада
- Зарада у САД - 59.694.580 $
- Зарада у иностранству - 81.896.744 $
- Зарада у свету - 141.591.324 $